# Jerarquia

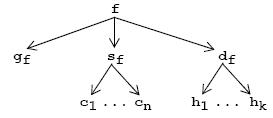
Esquema que representa una jerarquia a la qual els elements c depenen directament de s, els h de d, i tots els elements depenen de f, que és l'únic lliure.

Una jerarquia és una ordenació d'elements en què hi ha superiors i subordinats distribuïts en almenys dos estrats, capes o fases diferenciats. S'al·ludeix també a l'estructura vertical d'un sistema, organització o estat de coses. La paraula prové de dos mots en llengua grega antiga: ἱερός hieros "sagrat", i ἀρχή archē "principi".

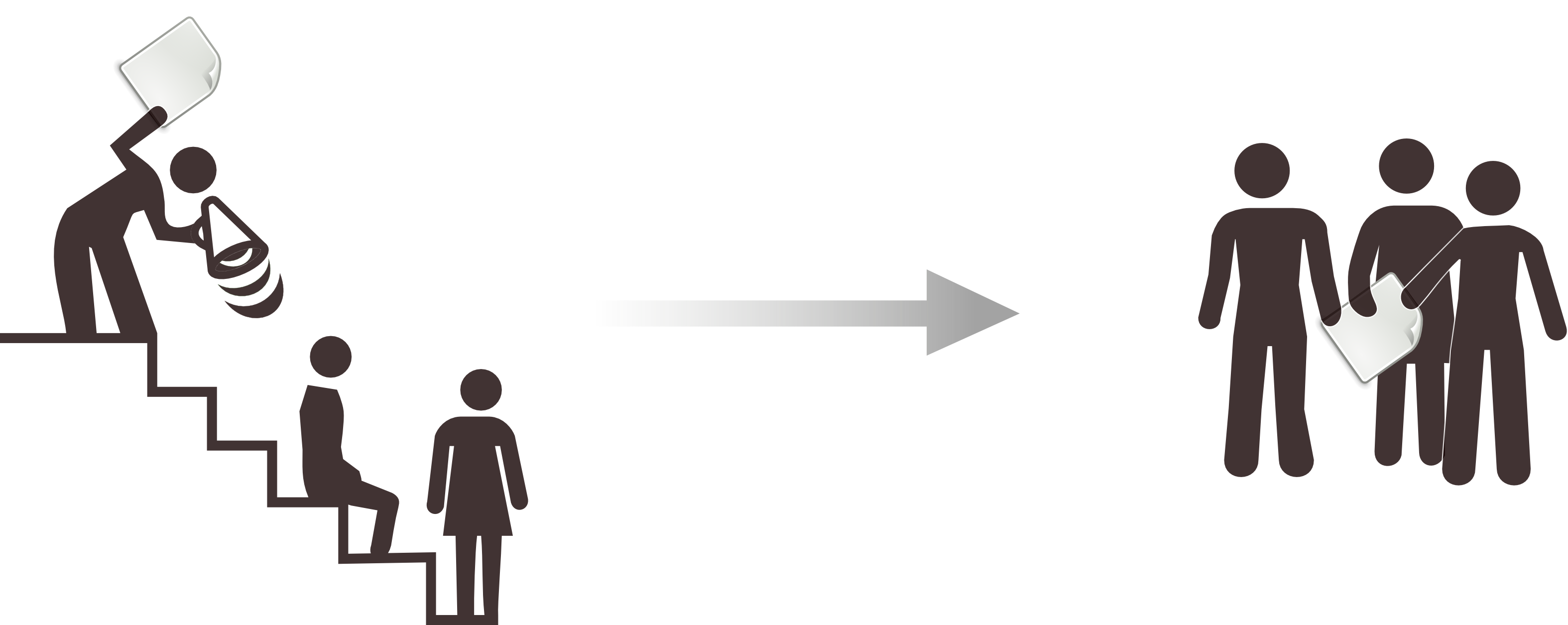
Sistema jeràrquic o vertical front a un sistema igualitari o horitzontal de cooperació

En política i societat els elements són persones. Així doncs, l'organització jeràrquica n'és la que estableix que n'hi ha de superiors i d'inferiors, sotmeses unes a les altres en un o més nivells, com típicament a l'exèrcit, o en una monarquia, oligarquia, feudalisme, dictadura, democràcia no directa, etc.
Informalment algunes persones al·ludeixen a la jerarquia hom es refereix a les castes privilegiades o persones que manen, com per exemple quan alguns parlen de la jerarquia de l'església o de l'Estat. En aquestes ocasions el terme pot tenir un matís despectiu i autoritari.